# River (песня Ochman)
«River» (с англ. — «Река») — песня польского певца Кристиана Охмана, с которой представлял Польшу на конкурсе «Евровидение-2022» в Турине.

## Евровидение
TVP открыла период подачи заявок для заинтересованных исполнителей и авторов песен на подачу своих работ в период с 20 сентября 2021 года по 20 ноября 2021 года. На момент истечения крайнего срока вещатель получил 150 заявок. Отборочная комиссия из пяти человек, состоящая из представителя TVP, радиоведущего, музыкального эксперта, журналиста и представителя Союза польских музыкантов, отобрала десять работ из полученных заявок для участия в национальном финале. Отобранные работы были объявлены 14 января 2022 года во время программы TVP2 «Pytanie na śniadanie».
Финал состоялся 19 февраля 2022 года. Соревновались десять конкурсных работ, и победитель был определён в ходе двух раундов голосования. Три песни, набравшие наибольшее количество голосов, пройдут в суперфинальный раунд, где все голоса будут обнулены и будет определён победитель. В обоих раундах будет использоваться комбинация 50/50 голосов профессионального жюри и общественного голосования.
«River» стала одной из трех песен в суперфинале, в котором она выиграла. В результате песня представляла Польшу на конкурсе песни Евровидение 2022.
Польша прошла в финал, который состоялся 14 мая 2022 года, и выступила во второй половине шоу, заняв 12-е место из 25.